# Otto Lindner (Ingenieur)
Otto Lindner (* 10. August 1852 in Berlin; † 16. Februar 1945 in Ypern, Belgien) war ein deutscher, ab 1888 belgischer Ingenieur, Afrikaforscher und Beauftragter des belgischen Königs Leopold II., für den er ab Beginn der 1880er Jahre unter anderem im Kongo-Freistaat tätig war.

## Biographie

### Frühe Jahre
Lindners Eltern waren Heinrich Ernst Lindner und Henrietta-Augusta Teubert, die beide aus Sachsen stammten. Er heiratete am 19. Januar 1888 in Schaerbeek die Französin Marie-Ursule-Eugénie Leclercq. Er absolvierte ein technisches Ingenieurstudium in Berlin.

### Loango-Expedition (1873–1876)

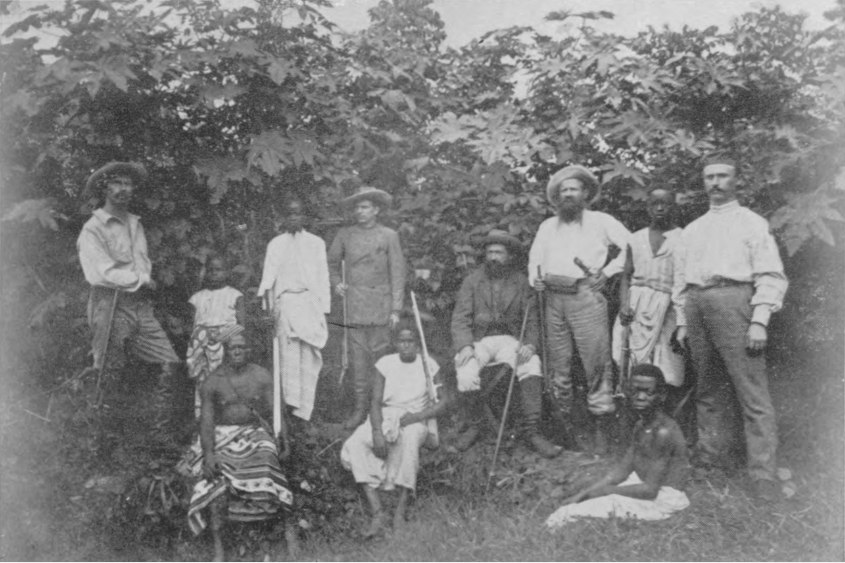
Die Mitglieder der Deutschen Gesellschaft zur Erforschung Äquatorialafrikas. Pechuël-Loesche (links), Otto Lindner (5. von links), Güssfeldt (5. von rechts), von Mechow (4. von rechts) und Falkenstein (rechts). Aufnahme von 1876.

1873 schloss Lindner sich der von der Deutschen Gesellschaft zur Erforschung Äquatorialafrikas ausgerüsteten Expedition zur Loango-Küste an.
Die Expedition hatte unter der Führung von Paul Güßfeldt und  Adolf Bastian durch einen Schiffbruch bei Freetown am 14. Januar 1873 die komplette Ausrüstung verloren und konnte infolgedessen erst am 25. Juli 1873 in Banana an der Mündung des Kongo landen. Dort errichtete die Expedition die Station Tschinschotscho (auch: Chinchoxo). Lindner schiffte sich in Begleitung von Julius Falkenstein am 1. Oktober 1873 von Liverpool aus dorthin ein. In der Folge war er in verschiedenen technischen Tätigkeiten am Stützpunkt Chinchoxo beschäftigt. Im Juni und Juli 1874 begleitete er den Expeditionsleiter Güßfeldt auf einer Erkundungstour des Kwilu-Niari-Flusses. Er erkrankte allerdings schwer und musste nach Chinchoxo zurückkehren. Am 7. Februar 1875 wurde Lindner bei der Büffeljagd durch den Schuss eines unbekannten Afrikaners verwundet. Nachdem die Expedition wiederholt nicht ins Landesinnere vordringen konnte, wurde sie am 7. Juli 1875 nach Europa eingeschifft.
Lindner, Falkenstein und Eduard Pechuel-Loesche verblieben allerdings noch vor Ort und unterstützten Anfang Januar 1876 die französische Missionsstation der Missionsgesellschaft vom Heiligen Geist in Landana gegen indigene Angreifer. Von dort aus schiffte sich der Rest der deutschen wissenschaftlichen Mission am 5. Mai 1876 nach Europa ein, ohne ihre Ziele erreicht zu haben.

### Im Dienst des Kongo Freistaats
Otto Lindner kehrte im Dienste der in Rotterdam ansässigen „Afrikaansche Handelsvereeniging“ (deutsch: „Afrikanische Handelsvereinigung“) nach Afrika zurück. Am 16. Januar 1877 landete er erneut in Banana an der Kongomündung. Über vier Jahre lang leitete er eine Fabrik in Ponta da Lenha und die dazugehörigen Anlagen. In dieser Zeit lernte er Henry Morton Stanley kennen. Nach Ablauf seines Vertrags verließ Lindner Banana am 10. Juli 1880 und trat am 19. August 1880 dem Comité d'Études du Haut-Congo (deutsch: Komitee zur Erforschung des oberen Kongo) bei. Lindner arbeitete eng mit Maximilien Strauch, dem Leiter des Komitees zusammen, der überzeugt war, zunächst vor ihren Konkurrenten Verträge und Konzessionen mit indigenen Hauptleuten im Hinterland abschließen zu müssen, bevor die Infrastruktur zur Kongomündung entwickelt werden sollte.
In der Folge unterstützte das Komitee die Forschungsexpeditionen von Stanley ins Hinterland des Kongo. Am 5. Mai 1881 brach Lindner in Begleitung von Leutnant Louis Valcke ins Landesinnere auf und erreichte Manyanga am 5. Juni 1881, wo sich Stanley gerade von einer schweren Krankheit erholte. Stanley begrüßte Lindners Ankunft und die mitgebrachte Verstärkung, ein Kontingent neuer Rekruten aus Sansibar, sowie die Post der letzten sechs Monate. In der Folge reisten Lindner und Valcke mit weiteren Verstärkungen noch bis zum Stanley Pool weiter.
Von Anfang 1882 bis Oktober 1882 befehligte Lindner die Station Vivi am unteren Kongo, wo er mit dem Ingenieur Louis-Gustave Amelot tätig war. Lindner war unzufrieden mit dieser Tätigkeit und hätte sich lieber an der weiteren Erkundung des oberen Kongo bzw. gegen das Vordringen der Franzosen unter Pierre Savorgnan de Brazza am unteren Kongo engagiert. Folgerichtig geriet er zunehmend in Konflikt mit seinem Vorgesetzten Maximilien Strauch.
Am 8. Juli 1882 kam Stanley, von Krankheit und Erschöpfung gezeichnet in Vivi an, wo er von Lindner und Edmond Hanssens empfangen und versorgt wurde. Eduard Pechuel-Loesche, nun von Stanley als sein Stellvertreter in Vivi ernannt, erteilte Lindner das Kommando über das Gebiet von Banana bis Isangila, während Hanssens das Kommando über das Gebiet des unteren Kongos von Vivi bis Léopoldville erhielt. Ihre Hauptaufgabe bestand darin, in den ihnen zugewiesenen Regionen die Versorgung bis Léopoldville zu organisieren.
1883 hielt Lindner sich gemeinsam mit Ernest François Cambier im Auftrag der Internationalen Afrika-Gesellschaft (A.I.A.) auf Sansibar auf, um Soldaten und Arbeiter für den Dienst im Kongo zu rekrutieren. Ihr Aufenthalt sorgte für diplomatische Verstimmung mit dem britischen Generalkonsul auf Sansibar John Kirk, sodass Leopold II. und der britische Außenminister Granville mehrfach intervenieren mussten. Als Anfang 1885 Jérôme Becker zur Rekrutierung weiterer Kräfte für eine Expedition im Kongo ebenfalls auf Sansibar ankam, wurde die Situation für die Belgier unhaltbar und Lindner und Cambier erhielten am 27. Februar die königliche Weisung, die Station der A.I.A. auf Sansibar zu liquidieren und die Konten zu schließen. Mit Brief vom 27. Februar wies Albert Thys Lindner an, zunächst nach Aden zu gehen und dort auf Befehle zu warten. Cambier verließ Sansibar am 14. April 1885, während Lindner am 2. Mai die Weisung erhielt, sich für weitere Rekrutierungsmissionen nach Hongkong zu begeben. Er verließ Sansibar am 12. Mai 1885 und kehrte aber zunächst nach Belgien zurück, das er am 11. Juni erreichte. In der Folge bemühte sich Lindner um weitere Aufgaben, wurde aber zunächst nicht berücksichtigt. Offiziell blieb er bis zum 1. Dezember 1885 Mitglied des Komitees, nahm aber auch danach noch Missionen im Auftrag des Freistaates an.
Von Februar bis Juli 1886 beschäftigte der Kongo-Freistaat Lindner für eine Rekrutierungsmission im Damaraland, die wiederum nicht erfolgreich war. Anfang 1887 trat Lindner der Compagnie du Congo pour le Commerce et l’Industrie (deutsch: Kongo-Gesellschaft für Handel und Industrie) als Sekretär bei. Am 7. Juni 1888 wurde er belgischer Staatsbürger.

### Spätere Karriere
1889 war Lindner kurzzeitig involviert, als Clemens Denhardt, der vom Sultan von Mombasa Konzessionsrechte für Land im sog. Witugebiet erworben hatte, den Verkauf eben dieser Landrechte an Leopold II. anvisierte. Denhardt hielt sich dazu um den 7. Februar 1889 in Brüssel auf, um über Lindner ein Treffen mit William Mackinnon, dem Vertrauten des belgischen Königs, zu organisieren. Letztlich kam der Verkauf aber wegen des mangelnden Interesses auf Seiten von Mackinnon nicht zustande.
1893 wurde Lindner im Auftrag der Compagnie du Chemin de Fer du Congo (Kongo-Eisenbahngesellschaft) nach Südafrika geschickt, um Ochsen und Wagen aus Spezialholz zu kaufen. 1900 unternahm er für die Compagnie Belge Commerciale, Industrielle et Minière pour l’Extrême-Orient (deutsch: Belgische Fernöstliche Handels-, Industrie- und Bergbaugesellschaft) eine Mission nach China und Japan. 1902 schickte ihn dieselbe Gesellschaft auf eine Prospektionsmission zum Kouilou-Niari-Fluss. Am 17. August 1907 brach Lindner von Brüssel aus für die Compagnie Générale des Conduites d’Eau (deutsch: Allgemeine Wasserleitungsgesellschaft) in Lüttich wiederum zu einer Chinareise auf, um mögliche Verkaufsstellen zu prüfen. Aufgrund der chinesischen Finanzschwierigkeiten kam die Geschäftsverbindung letztlich nicht zustande. Sein Reisetagebuch von Zhenjiang bei Shanghai nach Chengdu in der Provinz Sichuan im Jahr 1908 ist erhalten.
Lindner kehrte 1909 nach Belgien zurück. Als Anerkennung für seinen Patriotismus und weitere Projekte, wie etwa die Verbesserung der Viven-Bessières-Gewehrgranate und die Entwicklung einer Fliegerbombe, erhielt er am 2. August 1926 die volle Staatsbürgerschaft. Im selben Jahr verließ er Ixelles, um sich in Ypern niederzulassen und sich der Jagd und Fischerei zu widmen. Lindner starb dort am 16. Februar 1945.

## Auszeichnungen
- Offizier des belgischen Kronenorden;
- Offizier belgischen Löwenordens;
- Étoile de Service.